# Moto Guzzi V12
Die Moto Guzzi V12 ist eine Konzeptstudie des italienischen Herstellers Moto Guzzi, die Anfang November 2009 auf der Zweiradmesse EICMA in Mailand in drei Varianten präsentiert wurde. Die Bezeichnung V12 basiert auf dem Hubraum von gerundet 1200 cm³, eine Tradition des Herstellers seit der „Ur-V7“ von 1967 mit ursprünglich rund 700 cm³ Hubraum.
Das minimalistische Design stammt von Miguel Galluzzi und Pierre Terblanche, soll möglichst auf unnötige Teile verzichten und wurde mit dem „Design Trophy 2009“ der Motorcycle Design Association ausgezeichnet.

## Technik
Alle drei Varianten werden vom rund 1200 cm³ großen V2-Viertaktmotor mit vier Ventilen pro Zylinder aus den damaligen Serienmodellen Griso 1200 8V, Stelvio 8V und 1200 Sport 4V angetrieben. Beide Krümmerrohre verlaufen auf der linken Motoseite, der Schalldämpfer befindet sich vor dem Hinterrad unter dem Sechsganggetriebe. Das Vorderrad wird durch eine Upside-down-Gabel von Öhlins geführt. Das Hinterrad ist an dem seit 2005 in Serienproduktion befindlichen CARC-System mit Öhlins-Federbein aufgehängt – bei V12 Strada und V12 X seriennah, bei der Variante V12 LM stark modifiziert mit liegendem Federbein.
Alle Varianten haben eine Voll-LED-Beleuchtung, weder ein Koffersystem noch einen Gepäckträger und keine Rückspiegel, stattdessen eine Heckkamera mit Display im Cockpit. Ein sehr kleiner Kotflügel ist an der Einarmschwinge angebracht. 

## Varianten

### V12LM
Die rote V12 LM ist die sportivste der drei Varianten, ohne wirklich ein Supersportler zu sein. Das „LM“ in der Bezeichnung bezieht sich dementsprechend auf die legendäre 850 Le Mans. Sie ist mit einem Einsitzer-Sattel und einem tieferen, engeren Lenker ausgestattet.

### V12Strada
Bei der V12 Strada (Italienisch für „Straße“) mit silberweißer Lackierung handelt es sich um ein Naked Bike mit soziustauglicher, zweistufiger Sitzbank und einem etwas höheren Lenker als die V12 LM. Die Fußrasten für den Beifahrer sind mit Aluminiumhaltern an der hinteren Radaufhängung angebracht.

### V12X
Diese in Olivgrün lackierte Variante ist zwischen den beiden anderen positioniert und hat etwas von einer Supermoto. Das „X“ in der Bezeichnung steht für „Crossover“. Sie hat eine hohe, schmalere Sitzbank für eine Person und einen hohen Lenker mit Handprotektoren.